# سیارک ۲۹۷۸
سیارک ۲۹۷۸ (به انگلیسی: 2978 Roudebush، نامگذاری:1978SR) دو هزار و نهصد و هفتاد و هشتمین سیارک کشف شده‌است که در ۲۶ سپتامبر ۱۹۷۸ کشف شد.
قدر مطلق سیارک برابر ۱۱٫۷۰ است.